# Бошљане
Бошљане (алб. Boshlan) насеље је у општини Вучитрн на Косову и Метохији. Према попису становништва на Косову 2011. године, село је имало 5 становника, већину становништва чине албанци.

## Географија
Село је на падини Копаоника, на коси Бујаници (1014 м), измећу Гумнишке и Слаковачке реке. Село је разбијеног типа. Дели се на две махале, чији су називи по родовима у њима. Мања махала, Авдијовића, налази се на билу косе, а већа махала, махала Љатифовића, на њеној источној падини. Удаљење између махала је око 200 метара.

## Порекло становништва
У селу живе само Арбанаси. Они кажу да им преци нису затекли село, већ да је сав простор садашњег села био под шумом.
Подаци из 1935. године.
Родови:
- Љатифовић (11 к.).
- Авдијовић (6 к.), од фиса Бериша. Доселили се као рођаци из Скадарске Малесије почетком 19. века. Прво су „пали“ у Цецилију, али се ту нису задржали и убрзо прешли на садашње место. Појасеви у 1935. од досељења су им били: Муса, Јашар, Љатиф, Рама, Јашар (50 година).

## Демографија
| Демографија | Демографија | Демографија |
| Година      | Становника  | Становника  |
| ----------- | ----------- | ----------- |
| 1948.       | 190         |             |
| 1953.       | 215         |             |
| 1961.       | 190         |             |
| 1971.       | 187         |             |
| 1981.       | 116         |             |
| 1991.       | 108         |             |
| 2011.       | 5           |             |